# G60科创走廊
G60科创走廊是由中华人民共和国安徽省合肥市、芜湖市、宣城市，浙江省湖州市、杭州市、嘉兴市，上海市松江区组成的利用长三角区位、产业基础和高校科研机构集中等特点打造的区域协同创新发展平台。

## 历史
该走廊原先为松江区“一廊九区”，后来擴大为松江、嘉兴和杭州三地。直到2018年，在上海临港松江科技城沙盘前，参观者听取该走廊建设规划，已经扩展为涵盖G60高速公路及沪苏湖高铁沿線的沪苏浙皖三省一市的松江、嘉兴、杭州、金华、苏州、湖州、宣城、芜湖、合肥。同年12月，G60科创走廊机器人产业联盟在芜湖成立。同年松江提出推动G60科创走廊从高速公路时代的2.0版迈向高铁时代的3.0版。2019年，上交所联合设立“上证G60指数”。同年，成立智力成果中转站。。2020年，成立长三角G60科创走廊工匠联盟。

## 交通
2020年5月，全国人大代表张天陪建议将沿长三角G60科创走廊600公里磁悬浮交通系统建设纳入国家“十四五”规划，先期启动“合肥—芜湖”实验工程建设。“十四五”期间，安徽省相关部门谋划G60走廊合肥至芜湖高速磁悬浮轨道规划与建设。同年，中共安徽省委关于制定国民经济和社会发展第十四个五年规划和二〇三五年远景目标的建议提出谋划推进G60科创走廊高速磁悬浮通道合肥—芜湖试验线。该磁悬浮亦有列入安徽省贯彻落实长江三角洲地区交通运输更高质量一体化发展规划实施方案。